# Derek Bermel
Derek Bermel, né en 1967 à New York aux États-Unis, est un clarinettiste, compositeur et chef d'orchestre américain de musique classique.

## Biographie
Derek Bermel est diplômé de l'Université Yale (BA) et poursuit ses études à l'Université du Michigan à Ann Arbor auprès de William Bolcom et William Albright. Il étudie également en Europe avec Louis Andriessen à Amsterdam et Henri Dutilleux à Tanglewood.  Il s'intéresse aussi à l'ethnomusicologie avec André Hajdu, Nikola Iliev en Bulgarie, Julio Góes au Brésil (où il apprend le caxixi), et Ngmen Baaru au Ghana auprès duquel il apprend le xylophone lobi.
Son style musical s'imprègne des musiques du monde.
Il a fondé et dirige le New York Youth Symphony. En 2009, Derek Bermel obtient une résidence de compositeur de trois ans à l'Orchestre de chambre de Los Angeles et une résidence d'artiste à l'Institute for Advanced Study à Princeton dans le New Jersey.

## Œuvres

### Musique de chambre
Grand ensemble de chambre
- Hot Zone (1995)
- Continental Divide (1996)
- Three Rivers (2001)
- In Tangle (2005)
- Swing Song (2009)
- Canzonas Americanas (2010)

Petit ensemble de chambre
- Sonata Humana (1991), clarinette et piano
- Mulatash Stomp (1991), violon, clarinette et piano
- String Quartet (1992), quartuor à cordes
- SchiZm (1994), clarinette ou hautbois et piano
- Wanderings (1994), flûte, hautbois, clarinette, cor et basson
- Oct Up (1995), double quartuor à cordes
- God's Trombones (1998), trois trombones et percussion
- Coming Together (1999), clarinetet et violoncelle
- Soul Garden (2000), alto et deux violons ou alto et deux violoncelles
- Catcalls (2003), quintette à vent
- Language Instruction (2003), clarinette, violon, violoncelle et piano
- Passing Through (2007), quartuor à cordes
- Twin Trio (2005), flûte, clarinette et piano
- Tied Shifts (2004), flûte, clarinette, violon, violoncelle, piano et percussion

### Musique orchestrale
- Dust Dances (1994)
- Thracian Echoes (2002)
- The Ends (2002)
- Tag Rag (2003)
- Slides (2003)
- Migration Series (2006)
- Elixir (2006)
- A Shout, A Whisper, and a Trace (2009)

Pour instruments et voix
- Voices (1997), concerto pour clarinette
- The Sting (2001), narrateur et orchestre
- Turning Variations (2006), concerto pour piano
- The Good Life (2008), soprano, baryton, chœur et orchestre
- Ritornello (2011),  concerto pour guitare électrique
- Mar de Setembro (2011), mezzo-soprano et orchestre de chambre

### Musique symphonique
- Ides March (2005)

### Chant choral
- Pete Pete (1993)
- Kpanlongo (1993)
- A Child's War (2005)

### Musique vocale
- Three Songs on Poems by Wendy S. Walters (1993), ténor et piano
- Old Songs for a New Man (1997), baryton et trompette, trombone, piano, percussions, violon, contrebasse
- See How She Moves (1997), ténor
- Nature Calls (1999), ténor et piano
- Cabaret Songs (1998), soprano et piano
- Natural Selection (2000), basse et ensemble
- At the End of the World (2000), haute-contre et orchestre
- Cabaret Songs (2007), soprano, clarinette, percussions, contrebasse, dobro et guitare

### Pour instrument
- Three Funk Studies (1991), piano
- Theme and Absurdities (1993), clarinette
- Dodecaphunk (1992), piano
- Two Songs from Nandom (1993), orgue
- Turning (1995), piano
- Meditation (1997), piano
- Thracian Sketches (2003), clarinette
- Kontraphunktus (2004), piano
- Funk Studies (2004), piano
- Fetch (2004), piano